# Mohammad Reza Tayebi
Mohammad Reza Tayebi (persisch محمدرضا طیبی; * 30. März 1998) ist ein iranischer Leichtathlet, der sich auf das Kugelstoßen spezialisiert hat. 2025 wurde er in dieser Disziplin in Gumi Asienmeister.

## Sportliche Laufbahn
Erste internationale Erfahrungen sammelte Mohammad Reza Tayebi im Jahr 2019, als er bei den Militärweltspielen in Wuhan mit einer Weite von 18,03 m auf den zwölften Platz im Kugelstoßen gelangte. 2024 belegte er bei den Hallenasienmeisterschaften in Teheran mit 18,49 m den fünften Platz und im Mai siegte er mit 18,98 m bei den Westasienmeisterschaften in Basra. Im Jahr darauf gewann er bei den Asienmeisterschaften in Gumi mit 20,32 m die Goldmedaille.
In den Jahren 2019, 2024 und 2025 wurde Tayebi iranischer Meister im Kugelstoßen.